# Departamento General Güemes (Salta)
Das Departamento General Güemes liegt im Zentrum der Provinz Salta im Nordwesten Argentiniens und ist eine von 23 Verwaltungseinheiten der Provinz. 
Es grenzt im Norden an die Provinz Jujuy, im Osten an das Departamento Anta, im Süden an das Departamento Metán und im Westen an die Departamentos Capital und La Caldera. 
Die Hauptstadt des Departamento ist das gleichnamige General Güemes.

## Klima
Die mittlere Jahrestemperatur beträgt 17 Grad Celsius. Die jährlichen Niederschläge liegen zwischen 500 und 1.100 Millimetern.

## Städte und Gemeinden
Das Departamento General Güemes ist in folgende Gemeinden (Municipios) aufgeteilt:
- Campo Santo
- El Bordo
- General Güemes
- Cabeza de Buey
- Palomitas
- Betania
- Cobos
- Cruz Quemada
- El Salto
- Km. 1094
- Las Mesitas
- Virgilio Tedin

## Wirtschaft
Die Landwirtschaft bringt im Bewässerungsanbau Steinfrüchte, Oliven, Paprika, Erdbeeren, Nüsse, Zuckerrohr und Tafeltrauben hervor. Im Trockenanbau werden Bohnen, Getreide und Futterpflanzen produziert.
In der Viehwirtschaft dient die Rinderzucht dient sowohl der Fleischproduktion wie der Milchwirtschaft. Daneben werden Ziegen und Schweine gezüchtet. 
Die Forstwirtschaft widmet sich der Produktion von Eukalyptus, Kiefern, Weiden und Pappeln.
Große Bedeutung für das Departamento haben die agroindustriellen Verarbeitungsbetriebe (Kühlhäuser, Molkereien, Zuckerraffinerien, Sägereien usw.) und das Kraftwerk zur Erzeugung elektrischer Energie.